# جائزة بريطانيا الكبرى للدراجات النارية 2009
جائزة بريطانيا الكبرى للدراجات النارية 2009 هو سباق دراجات نارية أقيم بتاريخ 26 يوليو 2009 في دونينجتون بارك. كان الجولة العاشرة من أصل 17 في سباق الجائزة الكبرى للدراجات النارية موسم 2009. فاز الإيطالي أندريا دوفيزيوسو بفئة الموتو جي بي.

## وصلات خارجية
- الموقع الرسمي